# Зубко, Пётр Наумович
Пётр Наумович Зубко (1916—1944) — майор Рабоче-крестьянской Красной Армии, участник Великой Отечественной войны, Герой Советского Союза (1944).

## Биография
Пётр Зубко родился 16 сентября 1916 года в селе Марковцы (ныне — Бобровицкий район Черниговской области Украины). Окончил семь классов школы и три курса техникума. В 1934 году Зубко был призван на службу в Рабоче-крестьянскую Красную Армию. В 1937 году он окончил Энгельсскую военную авиационную школу. Участвовал в советско-финской войне. В 1942 году Зубко окончил Военно-воздушную академию. С мая 1943 года — на фронтах Великой Отечественной войны.
К апрелю 1944 года капитан Пётр Зубко командовал эскадрильей 951-го штурмового авиаполка 306-й штурмовой авиадивизии 9-го смешанного авиакорпуса 17-й воздушной армии 3-го Украинского фронта. К тому времени он совершил 120 боевых вылетов на штурмовку скоплений боевой техники и живой силы противника.
Указом Президиума Верховного Совета СССР от 2 августа 1944 года за «образцовое выполнение боевых заданий командования по уничтожению живой силы и техники противника и проявленные при этом мужество и героизм» капитан Пётр Зубко был удостоен высокого звания Героя Советского Союза. Орден Ленина и медаль «Золотая Звезда» он получить не успел, так как 20 августа 1944 года самолёт майора Зубко в районе деревни Манзырь (село Лесное Тарутинского района Одесской области Украинской ССР) был подбит. Лётчик направил горящую машину на вражескую миномётную батарею, полностью уничтожив её ценой своей жизни. 
Был также награждён орденами Красного Знамени, Александра Невского, Отечественной войны 1-й степени, рядом медалей.

## Память
- 9 мая 1969 г. в селе Лесное Тарутинского района Одесской области состоялось открытие памятника Герою Советского Союза П. Н. Зубко[2].
- Именем Героя названа местная средняя школа и центральная улица села Лесное Тарутинского района Одесской области[2].
- В 1976 году был открыт бюст  Зубко в центре села Марковцы Черниговской области[1].